# Схватки
Схва́тки — регулярные непроизвольные сокращения мышц матки, которыми роженица не может управлять.
Истинные схватки. Самые короткие длятся 20 секунд с паузами 15 минут. Самые длинные длятся 2-3 минуты с паузой 60 секунд.

## Физиология схваток
Перед родами происходят определённые изменения в мышечном аппарате матки.
Этот орган в разные сроки беременности выполняет различные функции. Во время беременности матка — плодовместилище, когда создаются условия для нидации (внедрения) плодного яйца, его развития, развития плаценты, через которую происходит газообмен и обмен веществ между плодом и матерью. В родах — функция изгнания плода за счёт периодических сокращений (схваток) мышцы матки, а в раннем послеродовом периоде — спастическое сокращение для предотвращения кровотечения из зияющих артерий матки после отделения плаценты.
В связи с разными требованиями к мышечному аппарату матки во время беременности в клетках мышцы матки (миоцитах) очень мало актомиозина — сокращающего белка. Перед родами, примерно за сутки до них, под воздействием гормонов начинается бурный синтез актомиозина в миоцитах, причём с пространственной ориентацией миофиламентов так, чтобы при сокращении миоцитов их силовой момент совпадал и складывался. При нарушении синтеза актомиозина и его пространственной ориентации в родах возникают осложнения — слабость родовых сил и дискоординация родовых сил.
Незадолго до начала родов плацента и гипофиз плода начинают вырабатывать специфические вещества (в частности простагландины и гормон окситоцин), вызывающие периодические сокращения мышц матки продолжительностью 5—10 секунд.
Вначале интервалы между схватками составляют около получаса (иногда и больше), постепенно их частота, интенсивность и длительность нарастают. Последние схватки происходят с интервалом 5—7 минут и переходят в потуги. В среднем весь процесс ощущения схваток продолжается 12 часов у рожающих впервые, и 8—10 часов при повторных родах.

## Характер схваток и раскрытие шейки матки
Все данные приблизительны и могут варьироваться у каждой роженицы.
Во время первого I родов выделяются несколько фаз схваток:
1. Начальная (скрытая, латентная) фаза
  1. Продолжительность — 5—6,5 часов
  2. Длительность схватки — 10—15 с
  3. Промежуток между схватками — 15 минут
  4. Раскрытие шейки — 0—4 см
2. Активная фаза
  1. Продолжительность — 1,5—3 часа
  2. Длительность схватки — 20—60 с
  3. Промежуток между схватками — 5—7 минут
  4. Раскрытие шейки — 4—8 см
3. Переходная фаза (фаза замедления)
  1. Продолжительность — 1—2 часа
  2. Длительность схватки — 60 с
  3. Промежуток между схватками — 2—3 минуты
  4. Раскрытие шейки — полное

## Ложные схватки
Начиная с 20-й недели беременности у некоторых женщин возможны ложные схватки, известные также как схватки Брэкстона-Хикса, а за 2—3 недели могут возникать предвестниковые схватки. В отличие от настоящих схваток, ни те ни другие не ведут к раскрытию шейки матки. Возникают тянущие ощущения внизу живота или в пояснице, матка как бы каменеет — если приложить руку к животу, можно отчётливо проследить это. То же, собственно, происходит и при родовых схватках, поэтому схватки Брэкстона-Хикса и предвестники часто путают беременных женщин.
Схватки Брэкстона-Хикса, в отличие от реальных родовых схваток, редки и нерегулярны. Сокращения длятся до минуты, могут повторяться через четыре-пять часов.
Ложные схватки обычно безболезненны. Ходьба чаще всего помогает полностью снять неприятные ощущения и напряжение матки. Роль ложных схваток проста и понятна, матка это тоже мышца, которая таким образом тренируется и готовится к будущим родам. Их появление связывают с повышением возбудимости матки, считается, что они незадолго до родов способствуют размягчению и укорочению её шейки.